# BLG 핑안은행
BLG 핑안은행(BLG Ping-An Bank)는 중화인민공화국의 리그 오브 레전드, 오버워치 프로게임단이다.

## 리그 오브 레전드

### 연혁
- 2017년 12월 17일 : Bilibili Gaming 창단
- 2020년 12월 : 핑안은행의 네이밍 스폰 체결에 의해 BLG Ping-An Bank로 팀명 변경

### 소속 선수
- 감독 : 리거펑
- 코치 : 두안두량

| 이름     | 소환사명 | 포지션  | 비고 |
| -------- | -------- | ------- | ---- |
| 천쩌빈   | Bin      | 탑      |      |
| 웨이보한 | Weiwei   | 정글    |      |
| 류펑페이 | can      | 정글    |      |
| 세텐위   | icon     | 미드    |      |
| 주쥔란   | FoFo     | 미드    |      |
| 지우즈좐 | Doggo    | AD 캐리 |      |
| 류칭쑹   | Crisp    | 서포터  |      |

### 주요 성적
- 데마시아 컵 2020 12강
- 2021 리그 오브 레전드 프로리그 스프링 11위
- 2021 리그 오브 레전드 프로리그 서머 7-8위
- 네스트 2021 조별 리그 2위
- 데마시아 컵 2021 16강
- 2022 리그 오브 레전드 프로리그 스프링 7-8위
- 2022 리그 오브 레전드 프로리그 서머 9-10위

## 같이 보기
- 리그 오브 레전드 프로리그(LPL)